# Unione Sportiva Civitanovese 1990-1991
Questa pagina raccoglie le informazioni riguardanti l'Unione Sportiva Civitanovese nelle competizioni ufficiali della stagione 1990-1991.

## Rosa
| N. |                   | Ruolo | Calciatore         |
| -- | ----------------- | ----- | ------------------ |
|    | Italia (bandiera) | D     | Antonio Altamura   |
|    | Italia (bandiera) | P     | Andrea Armellini   |
|    | Italia (bandiera) | D     | Stefano Bettella   |
|    | Italia (bandiera) | A     | Gaetano Calvaresi  |
|    | Italia (bandiera) | D     | Mauro Cellini      |
|    | Italia (bandiera) | C     | Luca Cerqueti      |
|    | Italia (bandiera) | A     | Giovanni Cesari    |
|    | Italia (bandiera) | C     | Adolfo Cichella    |
|    | Italia (bandiera) | D     | Stefano Cognini    |
|    | Italia (bandiera) | A     | Maurizio D'Aurelio |
|    | Italia (bandiera) | D     | Simone De Cesare   |
|    | Italia (bandiera) | D     | Claudio Ferri      |

| N. |                   | Ruolo | Calciatore          |
| -- | ----------------- | ----- | ------------------- |
|    | Italia (bandiera) | D     | Riccardo Giacchetti |
|    | Italia (bandiera) | C     | Simone Marcantoni   |
|    | Italia (bandiera) | D     | Michele Moscetta    |
|    | Italia (bandiera) | A     | Giancarlo Pediconi  |
|    | Italia (bandiera) | C     | Simone Ricci        |
|    | Italia (bandiera) | C     | Fabio Scipioni      |
|    | Italia (bandiera) | C     | Massimo Scoponi     |
|    | Italia (bandiera) | C     | Danilo Tacchi       |
|    | Italia (bandiera) | D     | Luca Tomassetti     |
|    | Italia (bandiera) | C     | Claudio Tridici     |
|    | Italia (bandiera) | P     | Federico Verdini    |